# Dune (franchise)
Pour les articles homonymes, voir Dune (homonymie).

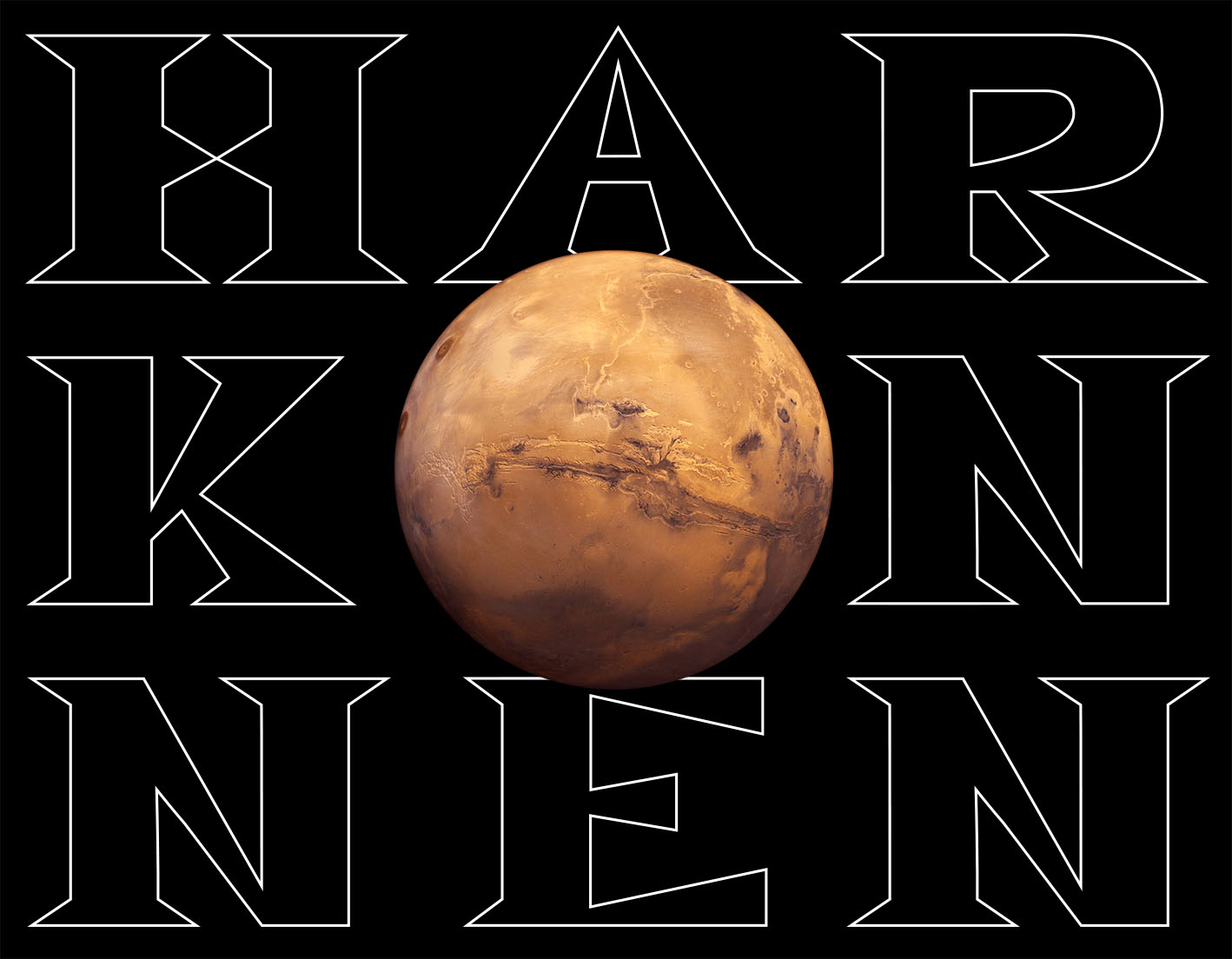
Proposition typographique pour la Maison Harkonnen.

Lancé par les romans de science-fiction de l'écrivain Frank Herbert, l'univers de Dune est à la base d'une franchise ayant généré un grand nombre d’œuvres dans des domaines très variés.

## Évolution de la franchise
Les dates importantes dans l’évolution de la franchise de Dune sont :
- 1963 : une première version à épisodes du roman Dune est publiée dans le magazine Analog.
- 1965 : Dune est ensuite publié en roman.
- 1984 : sortie du film Dune, adaptation du premier roman par David Lynch.
- 1985 : publication de La Maison des mères, dernier roman du cycle écrit par Frank Herbert, qui meurt l'année suivante.
- 1992 : création du jeu vidéo Dune II qui inaugure un nouveau genre de jeux : le jeu de stratégie en temps réel (RTS).
- 2000 : reprise du cycle de Dune par Brian Herbert (fils de Frank Herbert) et Kevin J. Anderson. Il existe, en 2024, six sous-cycles complétant l'œuvre originale.
- 2000 : diffusion de la mini-série télévisée Dune, nouvelle adaptation pour la télévision du premier roman. Elle sera suivie en 2003 par Les Enfants de Dune, adaptation des deuxième et troisième romans du cycle.
- 2021 : sortie du film Dune, adaptation de la première moitié du premier roman par Denis Villeneuve.
- 2024 : sortie du film Dune : Deuxième partie, adaptation de la seconde moitié du premier roman par Denis Villeneuve.

## Littérature
La saga romanesque de Dune a débuté avec le roman homonyme en 1965. Le cycle initial écrit par Frank Herbert est une hexalogie (série de six livres). Son fils, Brian Herbert, aidé par Kevin J. Anderson, a écrit dix-huit romans et deux recueils de nouvelles constituant la suite de l’œuvre littéraire de son père. Ils se sont basés en partie sur les notes de Frank Herbert.

### Cycle original de Frank Herbert
- 1965 : Dune
- 1969 : Le Messie de Dune (Dune Messiah)
- 1976 : Les Enfants de Dune (Children of Dune)
- 1981 : L'Empereur-Dieu de Dune (God Emperor of Dune)
- 1984 : Les Hérétiques de Dune (Heretics of Dune)
- 1985 : La Maison des mères (Chapterhouse: Dune)

### Livres écrits par Brian Herbert et Kevin J. Anderson
Ces livres sont écrits par Brian Herbert et Kevin J. Anderson postérieurement à l’œuvre de Frank Herbert.
- Sous-cycle Avant Dune (Prelude to Dune)
Ce sous-cycle se déroule peu de temps avant le sous-cycle Chroniques de Caladan.
  - 2000 : La Maison des Atréides (House Atreides)
  - 2001 : La Maison Harkonnen (House Harkonnen)
  - 2002 : La Maison Corrino (House Corrino)

- Sous-cycle Dune, la genèse (Legends of Dune)
Ce sous-cycle se déroule chronologiquement avant tous les autres sous-cycles.
(Les titres des traductions françaises des deux premiers tomes sont étonnamment inversés par rapport aux titres originaux. Cela peut néanmoins se justifier puisque le second tome est entièrement tourné sur les années du jihad butlérien, qui n'a été déclenché que dans les dernières pages du premier tome, plutôt centré sur l'affrontement entre les humains et les machines.)
  - 2003 : La Guerre des machines (The Butlerian Jihad)
  - 2004 : Le Jihad butlérien (The Machine Crusade)
  - 2005 : La Bataille de Corrin (The Battle of Corrin)

- Livre isolé :
  - 2005 : La Route de Dune (The Road to Dune). Il s'agit d'un ouvrage assez particulier car il contient, outre des nouvelles de Brian Herbert et Kevin J. Anderson, des chapitres originaux de Frank Herbert non publiés de Dune et Le Messie de Dune.

- Sous-cycle Après Dune (Dune Sequels)
Ce sous-cycle est la suite de La Maison des mères écrit d'après les notes de Frank Herbert.
  - 2006 : Les Chasseurs de Dune (Hunters of Dune)
  - 2007 : Le Triomphe de Dune (Sandworms of Dune)

- Sous-cycle Légendes de Dune (Heroes of Dune)
Ce sous-cycle prend place entre la fin du sous-cycle Avant Dune  et Le Messie de Dune.
  - 2008 : Paul le prophète (Paul of Dune)
  - 2009 : Le Souffle de Dune (The Winds of Dune)
  - 2023 : Princesse de Dune (Princess of Dune)

- Recueil de nouvelles :
  - 2011 : Tales of Dune

- Sous-cycle Dune, les origines (Great Schools of Dune)
Ce sous-cycle se déroule peu de temps après la fin du sous-cycle Dune, la genèse.
  - 2012 : La Communauté des sœurs (Sisterhood of Dune)
  - 2014 : Les Mentats de Dune (Mentats of Dune)
  - 2016 : Les Navigateurs de Dune (Navigators of Dune)

- Recueil de nouvelles :
  - 2017 : Tales of Dune: Expanded Edition

- Sous-cycle Chroniques de Caladan (The Caladan Trilogy)
Ce sous-cycle se déroule après la fin du sous-cycle Avant Dune et peu de temps avant le roman Dune.
  - 2020 : Le Duc (The Duke of Caladan)
  - 2021 : La Dame (The Lady of Caladan)
  - 2022 : L'Héritier (The Heir of Caladan)

- Recueil de nouvelles :
  - 2022 : Sands of Dune

## Cinéma
Au cours des années 1970, diverses tentatives d’adaptations cinématographiques du roman avaient été envisagées. Arthur P. Jacobs, entre autres producteur de la série de films La Planète des singes était candidat à l’adaptation, ainsi que le Britannique Patrick McGoohan (acteur principal de la série Le Prisonnier). Arthur P. Jacobs étant décédé en 1973 et Patrick McGoohan abandonnant, ces projets ne verront jamais le jour.
Un projet de production plus abouti a également été lancé par le producteur français Michel Seydoux et le réalisateur chilien Alejandro Jodorowsky (ce projet est décrit dans le documentaire Jodorowsky's Dune, diffusé en 2013). Des acteurs majeurs du monde du cinéma et des arts y ont contribué, tels que Salvador Dalí (pour le rôle de l’Empereur Padishah Shaddam IV), Orson Welles (le baron Vladimir Harkonnen) ; le dessinateur Jean Giraud, dit Moebius (3 000 dessins préparatoires du Storyboard), l'illustrateur Christopher Foss (design des vaisseaux spatiaux) ainsi que l'artiste H. R. Giger (le décor de Giedi Prime, le siège de la Maison Harkonnen) pour la conception graphique et Dan O'Bannon pour les effets spéciaux ; les groupes Pink Floyd et Magma pour la musique. Cependant, le projet ne se concrétisera pas pour cause de financement insuffisant, les producteurs américains étant notamment effrayés par la personnalité et les ambitions de Jodorowsky pour ce projet (le film étant prévu pour durer au moins 12 heures). Une grande partie du matériel graphique composé par Moebius et Giger sera recyclée dans d’autres films tels que Blade Runner ou Alien.
Vers 1980, le producteur Dino De Laurentiis rachète les droits du roman et commence une adaptation confiée à Ridley Scott, mais une incompatibilité d’humeur avec la production oblige ce dernier à abandonner le projet[réf. nécessaire]. David Lynch prend alors sa place pour la première adaptation ayant été menée à son terme. Le film Dune avec Kyle MacLachlan, Francesca Annis, Jürgen Prochnow et Sting sort sur les grands écrans en 1984.
En novembre 2016, la société de production américaine Legendary Pictures récupère les droits d'adaptation de Dune pour des projets de cinéma. Le premier film, Dune, est une adaptation de la première partie du roman réalisé par Denis Villeneuve, sorti en 2021. L'adaptation de la seconde partie, Dune : Deuxième partie, était prévue pour sortir en 2023 mais la grève à Hollywood a repoussé sa sortie au printemps 2024.

## Télévision
La chaîne Syfy a produit et diffusé deux adaptations télévisuelles du cycle de Dune, récompensées notamment par l’Emmy Award.
- Dune (2000), mini-série de trois épisodes de 90 minutes adaptée et réalisée par John Harrison.
- Les Enfants de Dune (2003), mini-série de trois épisodes de 90 minutes adaptée par John Harrison et réalisée par Greg Yaitanes.
- Dune: Prophecy[3], une série de six épisodes basée sur la génèse du Bene Gesserit[4].

## Jeux de société
L'univers de Dune a fait l'objet de plusieurs adaptations en jeux de société de différents types.
Plusieurs jeux de plateau ont exploité l’univers de Dune :
- Dune (1979), pour 2 à 6 joueurs édité en anglais par Avalon Hill, et traduit en français par Jeux Descartes en 1993 ; le jeu est réédité par Gale Force Nine (en) en 2019.
- Dune (1984), pour 2 à 4 joueurs, édité par Parker, a eu moins de succès que son prédécesseur.
- Dune: Impérium (2021), édité par Dire Wolf Digital et traduit en français par Lucky Duck Games ; les visuels sont inspirés de l'adaptation cinématographique de Denis Villeneuve.
- Dune, A Game of Conquest & Diplomacy, version simplifiée du jeu de 1979, édité en anglais par Gale Force Nine et traduit en français par Matagot en 2021.

Dune a aussi inspiré les créateurs de jeux de cartes à collectionner :
- Dune (1997), conçu par Owen Seyler, édité par Last Unicorn Games (en).

Enfin, l'univers de Dune a fait l'objet de plusieurs adaptations en jeux de rôle :
- Dune: Chronicles of the Imperium (2000), jeu de rôle officiel publié par Last Unicorn Games.
- Dune : Aventures dans l'Imperium (2021), dit Dune (2D20), édité en anglais par Modiphius Entertainment et traduit en français par Arkhane Asylum Publishing en 2021 ; les visuels sont inspirés de l'adaptation cinématographique de Denis Villeneuve.

## Jeux vidéo
À l’instar des nombreux projets d’adaptation visuelle sur grand et petit écran, Dune a été adapté dans le domaine des jeux vidéo.
Jeux sortis
- 1992 : Dune I, jeu de stratégie en temps réel (RTS) sous forme de jeu d'aventure par Cryo Interactive.
- 1992 : Dune II, jeu de stratégie en temps réel par Westwood Studios, édité par Avalon Interactive (Virgin Interactive).
- 1998 : Dune 2000, jeu de stratégie en temps réel par Westwood Studios.
- 2001 : Empereur : La Bataille pour Dune, jeu de stratégie en temps réel par Westwood Studios.
- 2001 : Frank Herbert's Dune, jeu d'aventure par Cryo Interactive.
- 2022 : Dune: Spice Wars, jeu de stratégie en temps réel 4X sur PC développé par Shiro Games.
- 2025 : Dune: Awakening, jeu vidéo en ligne massivement multijoueur de survie développé et édité par le studio norvégien Funcom.

Projets annulés
- 2002 : Dune Generations, jeu de stratégie en temps réel massivement multijoueur (MMORTS) sur PC par Cryo Networks.
- 2002 : Frank Herbert’s Dune: Ornithopter Assault, jeu d’action sur Game Boy Advance par Soft Brigade, qui devait être édité par Cryo.

## Bande dessinée
Le film Dune de David Lynch a été adapté en bande dessinée par le scénariste Ralph Macchio et le dessinateur Bill Sienkiewicz.
Le récit a été publié aux États-Unis par Marvel Comics, tout d'abord en décembre 1984 dans la collection Marvel Comics Super Special, sous forme de roman graphique, puis en trois fascicules parus entre avril et juin 1985. La traduction française est parue sous forme d'album chez Michel Lafon.

## Musique
- L'album Dune (1979) de Klaus Schulze (musique synthétique), prévu à l'origine pour le film d'Alejandro Jodorowsky.
- Le cycle de Dune a également inspiré Iron Maiden (groupe de heavy metal créé en décembre 1975) pour la composition de la chanson To Tame a Land (parue sur l'album Piece of Mind en 1983). Le morceau aurait dû s’appeler Dune mais Frank Herbert refusa d'en donner l'autorisation.
- Bene Gesserit est le nom choisi par un groupe de musique pop underground belge, en hommage à la suite de romans.
- Bernard Szajner a produit en 1979 un LP Vision of Dune (Pathé/EMI ; réédition CD en 1999 - Spalax) ; il s’agit de musique électronique expérimentale qui emprunte à l’atmosphère sombre de Dune et également certains noms qui servent de titres aux morceaux.
- Le groupe de heavy metal français Talers consacre son deuxième album, Of Spice and Men (2019), à l'univers de Dune.
- Le premier album de Grimes s'intitule Geidi Primes (déformation de Giedi Prime, planète des Harkonnen dans Dune). Les titres des morceaux sont également inspirés de l'univers de Dune.
- Dune: Spice Opera, bande originale du jeu Dune, composée par Stéphane Picq et Philippe Ulrich.